# شارع القرش
شارع القرش (بالإنجليزية: Street Sharks)‏ مسلسل كرتوني أمريكي كندي عرض لأول مره في 11 سبتمبر 1994 واستمر حتى 18 مايو 1997 تمت دبلجة المسلسل للغة العربية بواسطة مركز الزهرة وعرض على قناة سبيس تون.

## قصة المسلسل
بدأت القصة عندما اخترع أستاذان جامعيان الدكتور روبرت وشريكه الدكتور لوثر آلة قادرة على تغيير الحيوانات المائية لتصبح هجينة بحيث تستطيع المشي على اليابسة بحيث يتم تزويدها بأيدي وأرجل وتغيير بعض الخصائص الجينية.
ولمنع هذا النموذج الأولي من الآلة من الاستخدام تم تحويل الدكتور روبرت إلى مسخ غريب حتى لا يهرب ويحول النموذج أبناء الدكتور روبرت الأربعة إلى أسماك قرش مختلفة الذين فيما بعد يحبطون جميع خطط الدكتور لوثر الشريرة.

## الشخصيات
بحر
كرم
نجم
صخر
أستاذ مقصود

## الممثلين

#### الجزء الأول
محمد خير أبو حسون - بحر
محمد عارف السعيد
رأفت بازو - صخر
محمد حداقي - تجم
مانيا النبواني
زياد الرفاعي
ساما أحمد
رامي حنا - كرم
فادي صبيح
و
محمد خرماشو

## المرجع
1. ↑  Street Sharks - Wikipedia, the free encyclopedia

## وصلات خارجية
- شارع القرش على موقع IMDb (الإنجليزية)
- شارع القرش على موقع كينوبويسك (الروسية)
- شارع القرش على موقع ألو سيني (الفرنسية)
- شارع القرش على موقع قاعدة بيانات الفيلم (الإنجليزية)